# Дурники
«Дурники» — кінофільм режисера Сема Маккароне, що вийшов на екрани в 2006 році.

## Зміст
Телебачення – це наше все! Реаліті, ток-шоу, вікторини і спортивні трансляції – що б ми робили без них темними зимовими вечорами? Дуже просто – ми б робили власні програми. І вже точно впоралися б не гірше!

## Ролі
| Актор                | Роль |
| -------------------- | ---- |
| Престон Лесі         | -    |
| Стів-О               | -    |
| Дон Аббатьєлло       | -    |
| Джейсон Акунья       | -    |
| Дайн Бачар           | -    |
| Абрахам Бенрубі      | -    |
| Дейв Бакнер          | -    |
| Карла Каваллі        | -    |
| Арт Чудабала         | -    |
| Кліфтон Коллінз мол. | -    |
| Денні Трехо          | -    |

## Знімальна група
- Режисер — Сем Маккароне
- Сценарист — Престон Лесі, Сем Маккароне, Сайрус Аханчян
- Продюсер — Адам Ветри, Стівен Енджел, Грегорі Коен
- Композитор — Тім Монтіжо